# Schloss Wallisfurth

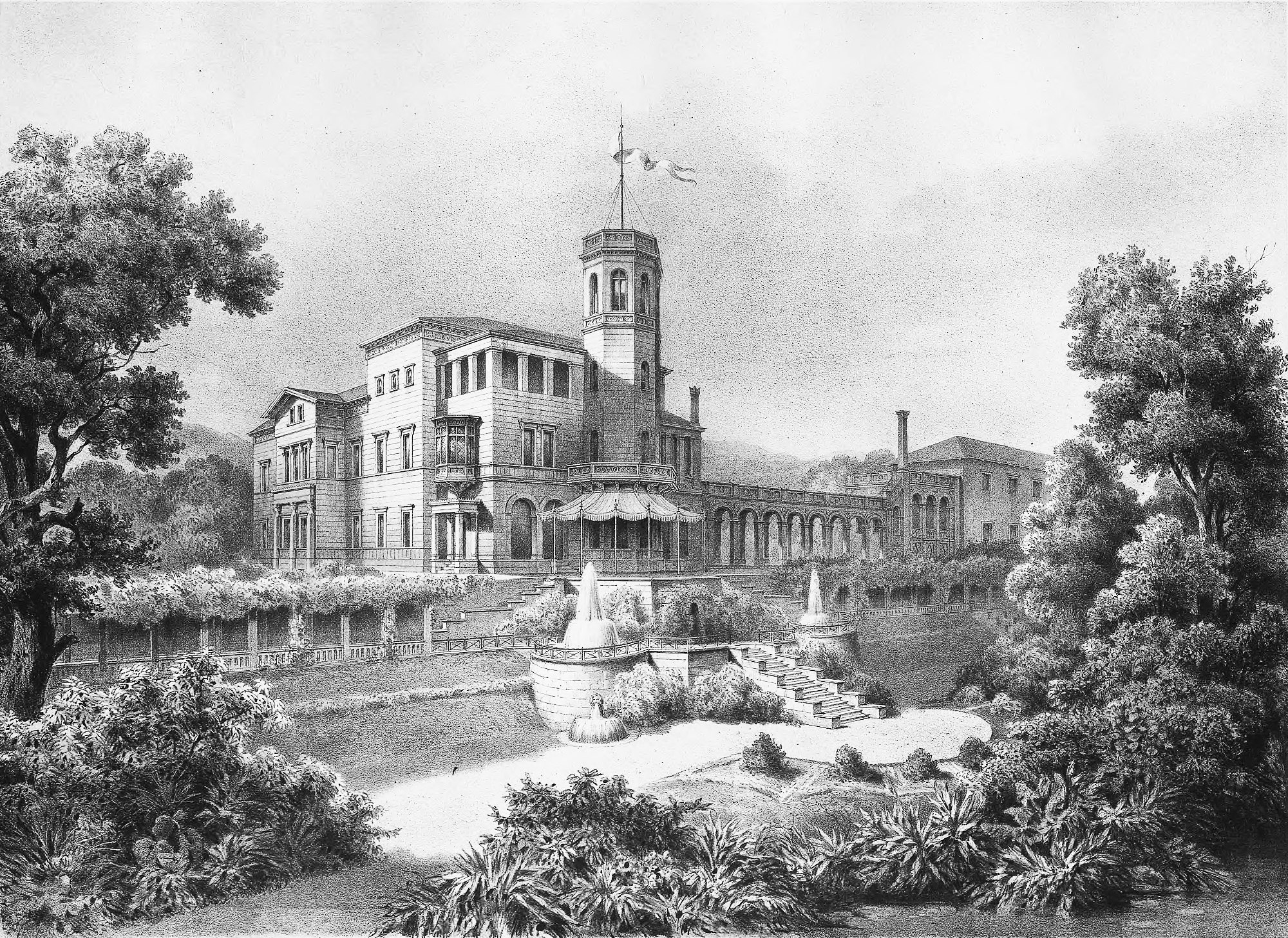
Schloss Wallisfurth (1861)

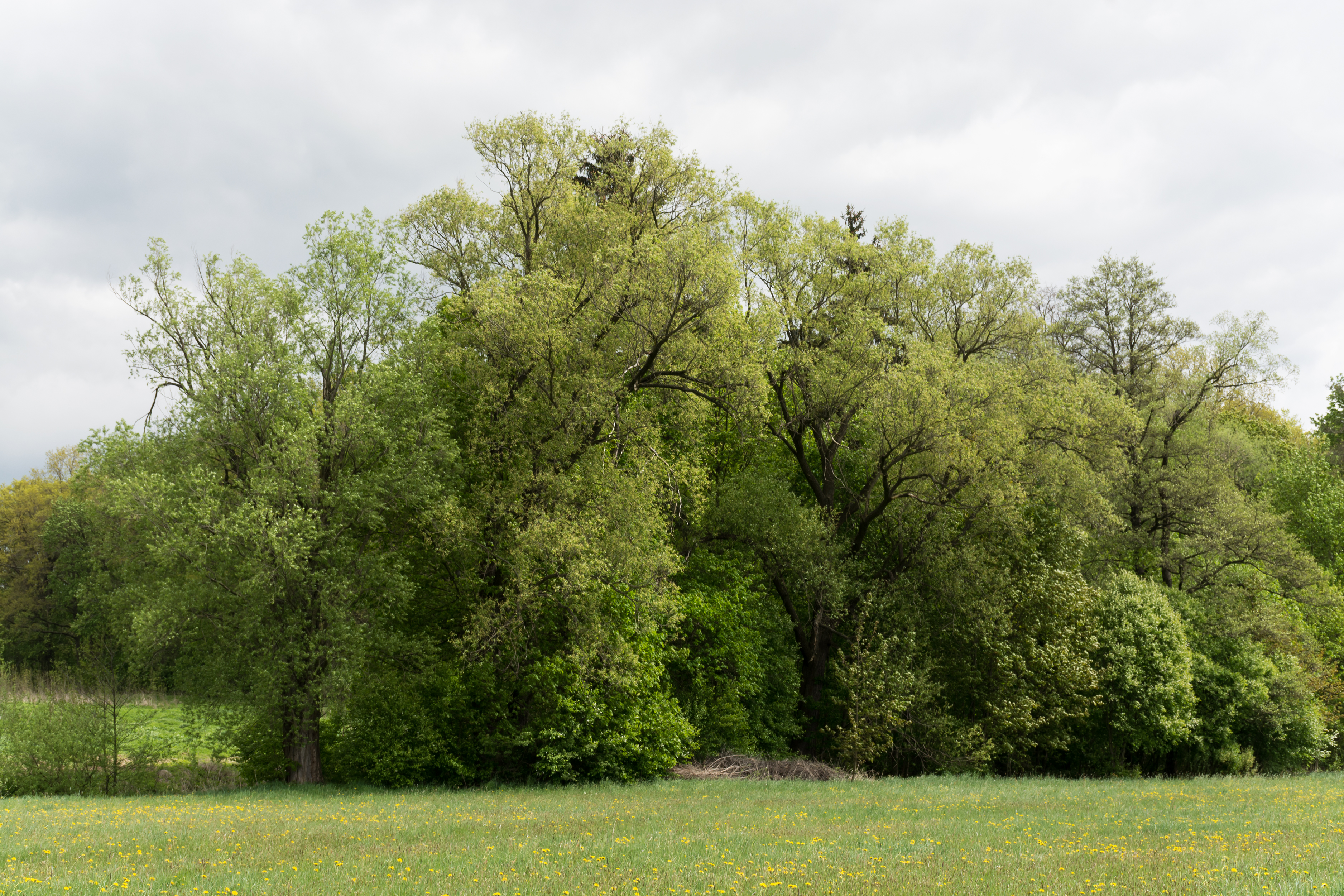
Ehemaliger Schlosspark

Schloss Wallisfurth (polnisch Pałac w Wolanach) war ein Schloss in Wolany (Wallisfurth) in der Stadt- und Landgemeinde Szczytna (Rückers) im Powiat Kłodzki (Kreis Glatz) in der Woiwodschaft Niederschlesien in Polen. Historisch gehörte Wallisfurth zur Grafschaft Glatz.

## Geschichte
Ab 1709 erwarb der Reichsgraf Georg Olivier von Wallis drei Gutsanteile der vorherigen Gutsherrschaft „Wernersdorf“ und ließ hier ein Barockschloss errichten. Nach der Fertigstellung wurde das Dorf mit Erlaubnis des Kaisers Karl VI. in „Wallisfurth“ umbenannt. Georg Oliviers Sohn Georg Stephan von Wallis (1744–1832) musste 1783 den Besitz wegen Überschuldung dem Grafen Friedrich Wilhelm von Schlabrendorf auf Hassitz und Stolz verkaufen. Ein Jahr später gelangten Schloss und Herrschaft an Wilhelm Alexander von Schoenaich-Carolath, dem 1798 der königlich preußische General Ludwig Herzog von Württemberg und diesem Eleonorde von Königsdorff folgten.
1827 zerstörte ein Brand das Schloss. Unter Verwendung eines erhaltenen Flügels und des alten Hauptbaus ließ Friedrich Freiherr von Falkenhausen 1855 ein neues Schloss im Stil des italienisierenden Spätklassizismus nach Plänen von Hermann Friedrich Waesemann erbauen. Bei einem weiteren Umbau im Jahre 1885 erhielt das Schloss einen neugotischen Zinnenkranz.
Um 1903 erwarb Fürst Wilhelm Malte zu Putbus Schloss und Gut, danach 1909 Friedrich von Martin auf Schloss Rothenburg bei Görlitz, dem 1909 Friedrich von Martin und 1911 Hans Sternberg folgten. Wegen ihrer jüdischen Herkunft musste die Familie Sternberg 1938 entsprechend dieser Verordnung das ertragreiche Gut an die Deutschen Ansiedlungsgesellschaft verkaufen. Während des Zweiten Weltkriegs wurden deportierte Luxemburger im Schloss interniert.
Nach dem Zweiten Weltkrieg 1945 fiel Wallisfurth, das in „Wolany“ umbenannt wurde, zusammen mit Schlesien an Polen. Das bis dahin gut erhaltene Schloss verfiel und wurde 1978 abgetragen. An seiner Stelle wurde ein großes Mehrfamilienhaus errichtet. Außer dem verwilderten Schlosspark blieben die barocken Kavaliershäuser und zwei Obelisken an der Schlosszufahrt erhalten.